# Dorothea Erxleben
Dorothea Christiane Erxleben (született Leporin) (Quedlinburg, 1715. november 13. – 1762. június 13.) az első német orvosnő.

## Pályafutása
Apja, Christian Polycarp Leporin (1689–1747), előbb Ascherslebenben, majd Quedlinburgban volt orvos. A beteges Dorothea korán kimutatta hajlamát a természettudományokhoz, így apja együtt tanította fivérével, a doktornak készülő Christiannal. Amikor Christian 1731-ben elment Halléba egyetemre, apja tovább tanította Dorotheát, sőt néhány betegéhez is elvitte. 1742-ben Dorothea kiadott egy értekezést, amelyben a mellett érvelt, hogy a nők is járhassanak egyetemre. Végül II. (Nagy) Frigyes porosz uralkodó adott számára diszpenzációt, amelynek birtokában 1754-ben első nőként elvégezte a hallei egyetem orvosi fakultását. Közben férjhez ment a megözvegyült Erxleben diakónushoz, akinek négy gyermeke volt első házasságából. Dorothea a háziasszonyi teendői mellett haláláig kiterjedt praxist folytatott szülővárosában.
Dorothea Erxleben gyermeke volt a természettudós Johann Christian Polycarp Erxleben.

## Művei
- Gründliche Untersuchung der Ursachen, die des Weiblichen Geschlecht von Studiren abhalten. Darin deren Unerheblichkeit gezeiget, und wie möglich, nöthig und nützlich es sey, Daß dieses Geschlecht des Gelehrtheit sich befleisse…, Berlin 1742
- Dissertatio inauguralis medica exponens quod nimis cito ac jucunde curare fiat caussa minus tutae curationis, Halle 1754